# Triple OGzus
Albums de Big Shug
I.M.4EVA (Invincible Music 4 Eva)
(2012)
Triple OGzus est le sixième album studio de Big Shug, sorti le 17 mars 2015.

## Liste des titres
| No  | Titre                                                                      | Durée |
| --- | -------------------------------------------------------------------------- | ----- |
| 1.  | I Am Somebody (Produit par DJ Premier)                                     | 1:51  |
| 2.  | I Bleed for This (Produit par DJ Premier)                                  | 4:04  |
| 3.  | The Reason (Produit par Gem Crates)                                        | 2:36  |
| 4.  | Days Go By (Produit par Big Shug)                                          | 1:23  |
| 5.  | Never Change (Produit par Reel Drama)                                      | 2:58  |
| 6.  | Not a Fan (featuring Reks et Termanology – Produit par Kidd Called Quest)  | 4:56  |
| 7.  | Triple OGzus (Produit par Kidd Called Quest)                               | 4:28  |
| 8.  | Make That Body Do (Produit par Reel Drama)                                 | 3:46  |
| 9.  | Off Rip (featuring Termanology et Singapore Kane – Produit par DJ Premier) | 4:17  |
| 10. | 2 Good (featuring Trumayne – Produit par Kidd Called Quest)                | 1:14  |
| 11. | All In (Produit par Kidd Called Quest)                                     | 3:15  |
| 12. | Showtime (featuring M-Dot et DJ Djaz – Produit par DJ Brans)               | 3:23  |
| 13. | Make Moves, Get Money (Produit par MoSS)                                   | 4:16  |
| 14. | Get It (featuring Singapore Kane – Produit par Reel Drama)                 | 3:09  |
| 15. | Relationships (Produit par Reel Drama)                                     | 3:08  |
| 16. | Chase Then Ball Big Shug (Produit par Kidd Called Quest)                   | 3:20  |
| 17. | Soldiers It's War out Here (Produit par Kidd Called Quest)                 | 3:48  |
| 18. | In the Rain (Produit par Charles Roane)                                    | 4:49  |